# قصة جولسن (فلم)
قصة جولسن (بالإنجليزية: The Jolson Story) هو فيلم موسيقي تم إنتاجه في الولايات المتحدة وصدر في سنة 1946.

## ترشيحات وجوائز
| السنة | الحدث  | الفئة               | النتيجة  |
| ----- | ------ | ------------------- | -------- |
|       | أوسكار | أفضل موسيقى تصويرية | فـــــوز |

## الميزانية والإيرادات
حقق أرباحا تقدر بـ 8 ملايين دولار (est. / Canada rentals).

## وصلات خارجية
- مقالات تستعمل روابط فنية بلا صلة مع ويكي بيانات